# Get Dead
Get Dead est un groupe de punk rock fondé en 2007 à San Francisco, en Californie. Leur style musical se rapproche de l'anti-folk et du Punk folk, tant grâce à la présence de guitare acoustiques qui se mêlent à la formation électrique du groupe, et à la voix rauque du chanteur du groupe, Sam King.
Après plusieurs années d'autopublication, parfois en partenariat avec Horns Up Records, le groupe sort en juillet 2013 un album chez le label Fat Wreck Chords, intitulé Bad News, et produit par Fat Mike.
Leur deuxième album, Honesty Lives Elsewhere, sort en 2016 et inclut une collaboration avec le groupe Lagwagon ainsi que d'autres artistes du label Fat Wreck Chords.
En 2020, le groupe sort l'album Dancing With The Curse et Kyle Santos remplace David 'Moki' Marino à la guitare.

## Discographie

### Autopublication
- Forged In The Furnace Of Rad, démo, 2007
- Letters Home, album acoustique, 2009 (avec Horns Up Records)
- Get Dead, EP, 2010 (avec Horns Up Records)
- Tall Cans & Loose Ends, album acoustique, 25 mars 2012

### Fat Wreck Chords
- Bad News, album, 23 juillet 2013
- Honesty Lives Elsewhere, album, 2016
- Dancing With The Curse, album, 2020